# Seznam apoštolských cest papeže Františka

Seznam apoštolských cest papeže Františka

Papež František se vydal na svou vůbec první zahraniční cestu po více než čtyřech měsících v úřadě.

## 2013

### I. Brazílie (22.–28. července)

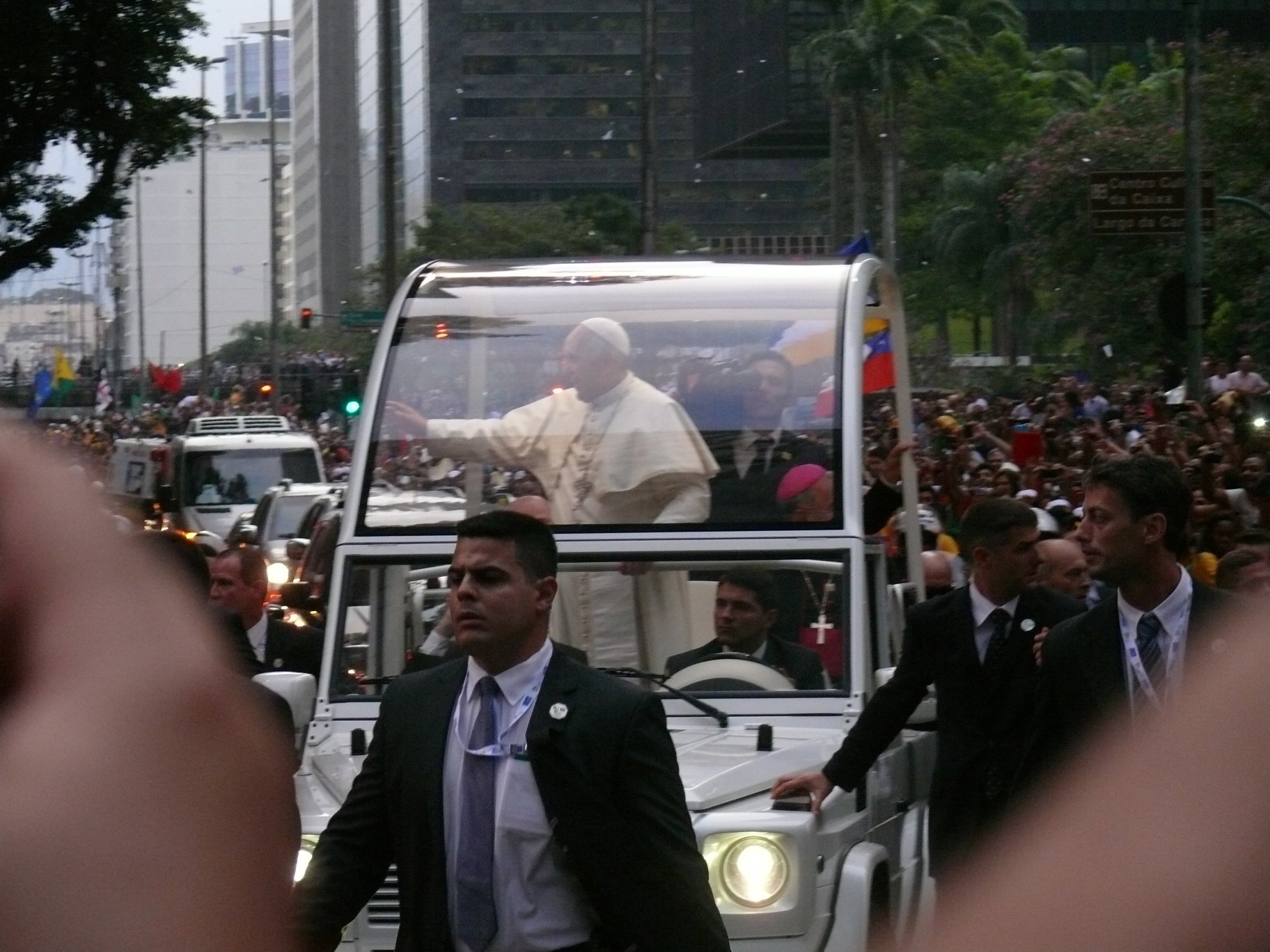
Papež František v Riu de Janeiru

Cílem první zahraniční cesty papeže Františka se stala Brazílie. Kněží a církevní hodnostáře celého světa vyzval, aby vyšli z izolace svých kostelů a kazatelen a sloužili chudým a potřebným. „Nemůžeme se zavírat ve farnostech, když tolik lidí čeká na slovo boží... Nestačí jen otevřít dveře na uvítanou, musíme těmi dveřmi projít, abychom se mohli setkat s lidmi," řekl papež v katedrále v Riu de Janeiru. Sám ulicemi Ria cestoval v otevřeném papamobilu, osobně se zdravil s lidmi, napil se maté, které mu podal někdo z davu – což jeho osobní strážci vnímali jako zbytečně riskantní.
Františkovu závěrečnou mši, kterou sloužil na pláži Copacabana, navštívily podle některých odhadů až 3,5 milionu lidí. Během svého bdělého projevu František vyzval poutníky, aby nebyli „křesťany na částečný úvazek“, ale aby vedli smysluplný život. Před jejím zahájením zde hrála rocková hudba, při které se i kardinálové „odhodlali k decentnímu tanci“. Historik Jaroslav Šebek zhodnotil papežovu první cestu jako „triumfální průvod Františka skrze Rio de Janeiro". „Jsou tam velice charakteristické scény, které připomínají spíš příjezd hvězdy showbyznysu než hlavy katolické církve," uvedl Šebek.

## 2014

### II. Izrael, Jordánsko a Palestina (24.–26. května)
Papež František zahájil návštěvu Blízkého východu v Jordánsku, kde se setkal s králem Abdalláhem II. a sloužil mši na ammánském stadionu. Odtamtud odjel do Betléma, kde vyzval k nalezení trvalého míru mezi Izraelem a Palestinci. Jak palestinského vůdce Mahmúda Abbáse, tak izraelského prezidenta Šimona Perese pozval ke společné modlitbě do Vatikánu. Oba politici pozvání přijali, opět setkat by se všichni měli v červnu 2014.
Františkova cesta se konala u příležitosti 50. výročí setkání papeže Pavla VI. s Athenagorasem I., které v roce 1964 umožnilo ukončení rozkolu mezi katolickou a pravoslavnou církví. Papežovy delegace se poprvé v historii účastnili příslušníci jiného vyznání – židovský rabín Abraham Skorka a muslimský duchovní Omar Abboud.

### III. Jižní Korea (14.–18. srpna)
Další apoštolskou cestu papež podnikl do Jižní Koreje. Přiletěl do Soulu dne 14. srpna, v němž zahájil pětidenní návštěvu Jižní Koreje u příležitosti šestého Asijského dne mládeže. Po příjezdu Františka ho přivítala jihokorejská prezidentka Pak Kun-hje. Při této cestě blahořečil na soulském náměstí Gwanghwamun, před přibližně 800 tisíci lidmi, 124 korejských mučedníků, kteří byli zabiti během pronásledování v 18. a 19. století. Svou pětidenní návštěvu zakončil František mší za mír a usmíření na rozděleném Korejském poloostrově v soulské katedrále Mjong-dong.

### IV. Albánie (21. září)
Jednodenní návštěvou v Albánii, která za režimu Envera Hodži zažila tvrdý náboženský útlak, chtěl papež podpořit náboženskou koexistenci a oživení víry. Ve svém vystoupení kritizoval islamistické extremisty a odsoudil zneužívání náboženství k ospravedlňování násilí. Ocenil vzájemný respekt a důvěru mezi muslimy, pravoslavnými křesťany i katolíky.

### V. Francie (25. listopadu)
Dne 25. listopadu 2014 navštívil papež Štrasburk a promluvil v Evropském parlamentu. Představitele EU vyzval, aby věnovali víc pozornosti lidským právům, slabším a znevýhodněným a důrazně se postavili důsledkům konzumní kultury.

### VI. Turecko (28.–30. listopadu)
Papež odjel do Turecka na pozvání prezidenta Recepa Tayyipa Erdoğana. Během cesty dal najevo vstřícnost k dalším náboženstvím – setkal se s hlavním tureckým rabínem Ishakem Halevou a podepsal společné prohlášení s konstantinopolským patriarchou Bartolomějem I., ve kterém vyzvali ke spolupráci mezi křesťany a muslimy. Společně by se podle nich měli zasazovat za ukončení konfliktů zejména na Blízkém východě.

## 2015

### VII. Srí Lanka, Filipíny (12.–19. ledna)

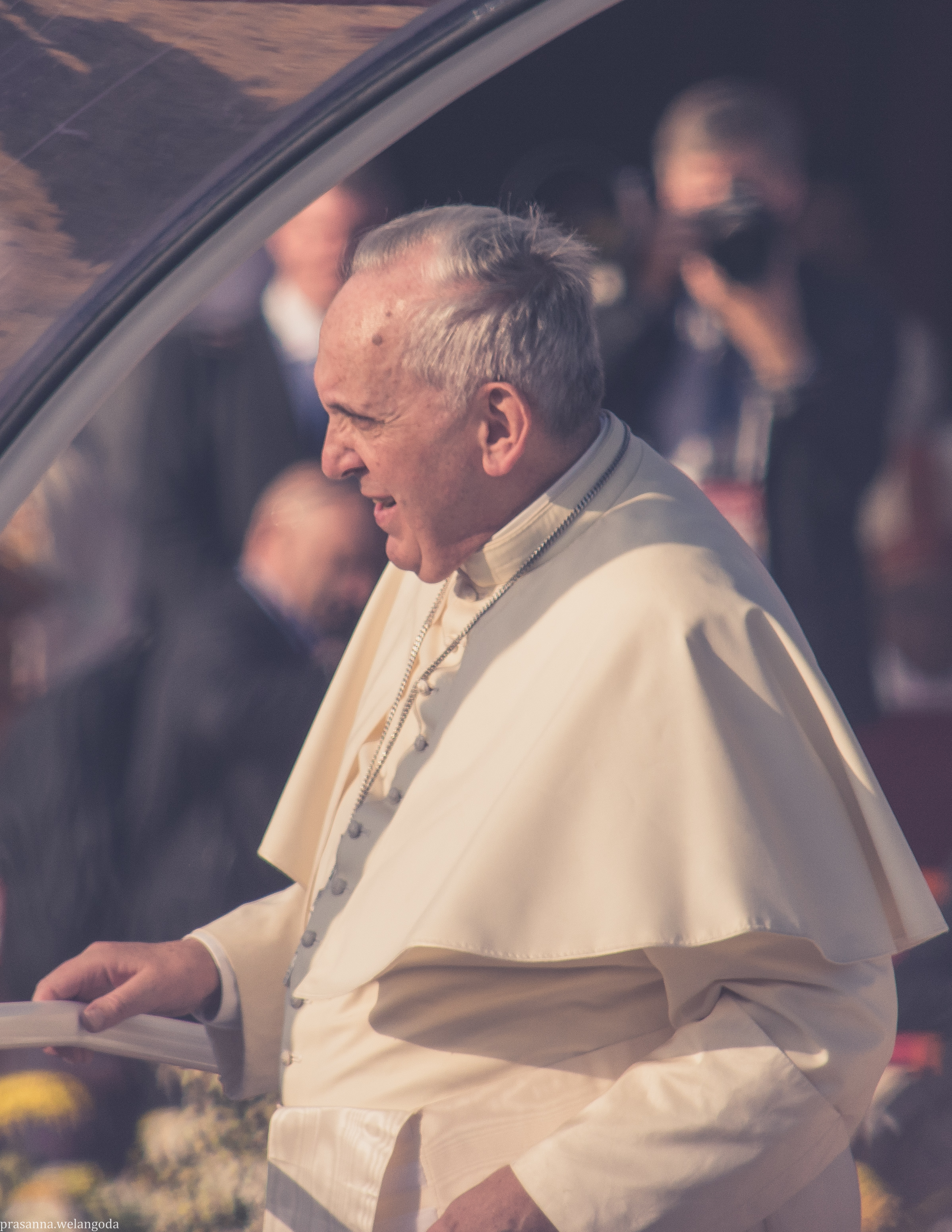
Papež František v Kolombu na Srí Lance

Ve dnech 12.–19. ledna 2015 navštívil papež Srí Lanku a Filipíny. Na Srí Lance svatořečil jejího prvního katolického svatého, misionáře Josepha Vaze. Na Filipínách otevřeně vyzval vládu k boji proti korupci. Hovořil také o místní „skandální sociální nerovnosti“ a žádal o budování společnosti, která bude spravedlivější a starostlivější.

### VIII. Bosna a Hercegovina (6. června)
Dne 6. června 2015 navštívil papež Bosnu a Hercegovinu. Po příletu byl uvítán v rezidenci předsednictva. Poté na Sarajevském stadionu sloužil mši svatou s asi 60 tisíci věřícími. V katedrále Nejsvětějšího Srdce Ježíšova promlouval ke kněžím a řeholníkům. Nakonec se setkal s představiteli pravoslavné církve, Islámu a Židů a také s mládeží.

### IX. Bolívie, Ekvádor, Paraguay (5.–13. července)
Počátkem července papež navštívil Bolívii, Ekvádor a Paraguay.

### X. Kuba, Spojené státy americké (19.–28. září)

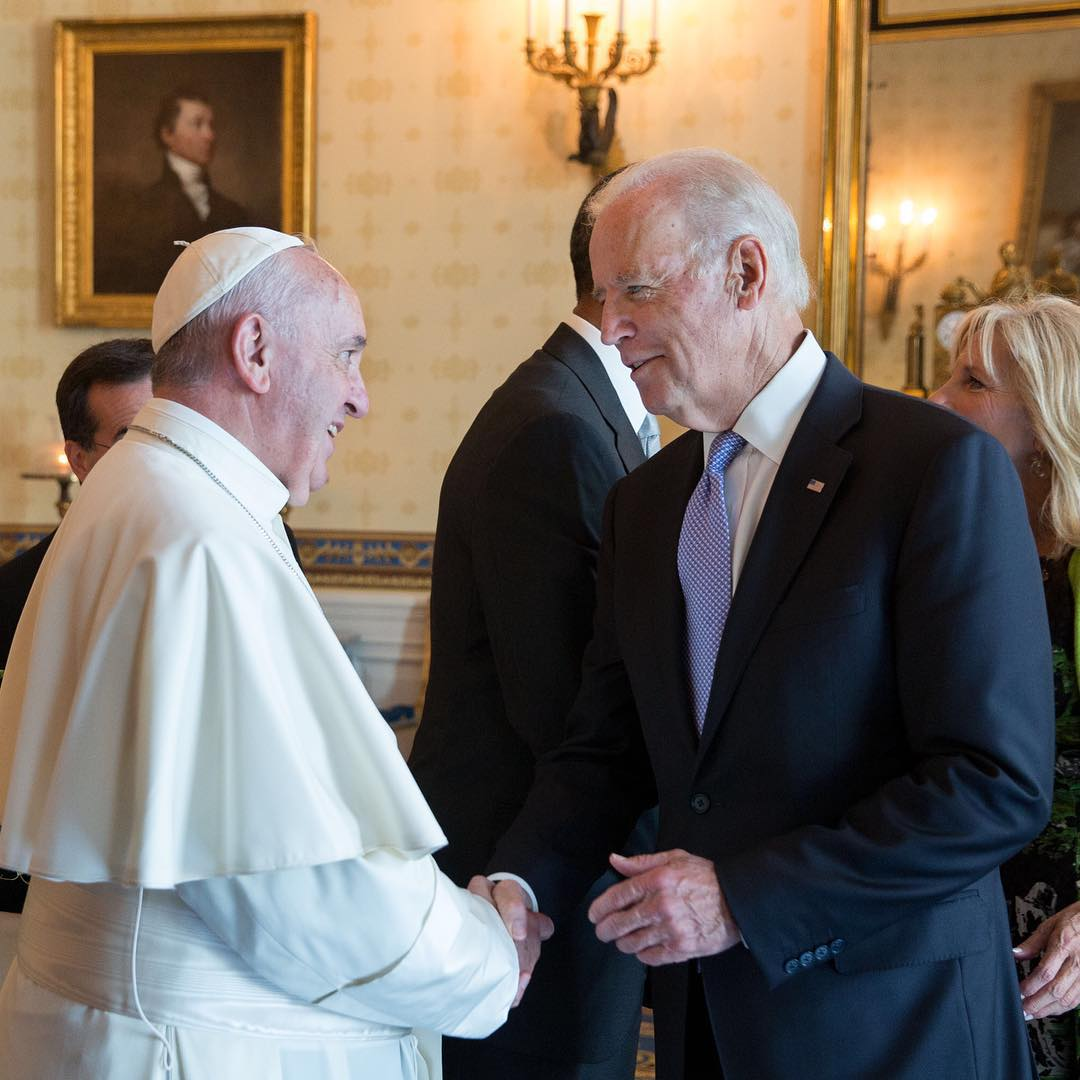
Papež František s americkým viceprezidentem Joem Bidenem v Bílém domě

V neděli 20. září papež sloužil mši na havanském náměstí Revoluce a poté se sešel s bývalým vůdcem Fidelem Castrem. Policie před papežovou návštěvou zatkla až čtyři desítky kubánských opozičních aktivistů.
Z Kuby papež pokračoval do USA. Setkal se s prezidentem Barackem Obamou a viceprezidentem Joem Bidenem v Bílém domě a stal se prvním papežem, který pronesl projev v Kongresu.

### XI. Keňa, Uganda, Středoafrická republika (25.–30. listopadu)
Papež zahájil svou první cestu do Afriky v Nairobi. Po návštěvách sídel vlády zavítal 27. listopadu do slavného slumu Kangemi. Dne 28. listopadu sloužil mši v ugandské svatyni Munyonyo.
Na letišti v Kampale povzbudil celkem asi 150 000 přítomných mladých lidí v boji proti HIV.

## 2016

### XII. Kuba, Mexiko (12.–18. února)
Papež František navštívil Mexiko na pozvání prezidenta Enrique Peña Nieta. Týden před zahájením cesty, tedy 5. února, bylo oznámeno, že se před příletem do Mexika uskuteční mezipřistání na Kubě. Tam se papež 12. února setkal vůbec poprvé v historii s ruským patriarchou Kirillem. K historickému setkání hlav dvou církví došlo na havanském letišti za přítomnosti prezidenta Castra. Poté papež pokračoval letadlem do Ciudad de Mexico.

### XIII. Řecko (16. dubna)
Papež v sobotu 16. dubna navštívil řecký ostrov Lesbos, sídlo migrantů. Zde společně s konstantinopolským patriarchou Bartolomějem I. a aténským arcibiskupem Ieronymem II. pozdravili několik migrantů a s pár z nich poobědvali. Bylo oznámeno, že papež vezme deset migrantů do Říma.

### XIV. Arménie (24.–26. června)
Prezident Serž Sarkisjan předal oficiální pozvání papeže Františka na návštěvu Arménie roku 2015. Podle původního plánu měl papež navštívit na přelomu září a října spolu s Arménií také Gruzii a Ázerbájdžán. V březnu 2016 ale Vatikán oznámil, že papež navštíví Arménii už v červnu, zbylé dvě země pak na podzim. Při návštěvě papež podruhé za svůj pontifikát označil vyvraždění Arménů Turky během první světové války za genocidu.

### XV. Polsko (27.–31. července)
Papež navštívil Krakov, a to od 25. do 31. července 2016 při příležitosti Světového dne mládeže. Během návštěvy Polska také navštívil bývalý koncentrační tábor Auschwitz a setkal se osobně s oběťmi holokaustu.

### XVI. Gruzie, Ázerbájdžán (30. září – 2. října)
Při návštěvě gruzínské metropole Tbilisi se papež setkal s kritikou, že odslouženou mší chce v této pravoslavné zemi šířit katolicismus. Mše se nezúčastnila ani delegace gruzínského patriarchy Ilii II., která vítala papeže na letišti v Tbilisi. V muslimském Ázerbájdžánu vyzval k mezináboženské snášenlivosti a přátelství.

### XVII. Švédsko (31. října – 1. listopadu)
Na přelomu října a listopadu papež navštívil Švédsko u příležitosti 500. výročí vzniku reformace. Návštěva proběhla jako jednodenní, přičemž ve městě Lund odsloužil smíšenou mši pro švédské katolíky a luterány, a setkal se s primaskou Švédska a luteránskou duchovní, Antje Jackelén. Následující den papež odsloužil mši na stadionu v Malmo.

## 2017

### XVIII. Egypt (28.–29. dubna)
Hlavním poselstvím papežovy návštěvy Egypta bylo poselství míru. Papež se setkal s egyptským prezidentem as-Sisím, s koptským papežem Theodorem II. a s velkým imámem mešity al-Azhar Ahmedem al-Tajíbem. Za bezpečnostních opatření sloužil na káhirském fotbalovém stadionu mši, které se zúčastnilo asi 30 tisíc věřících. Od konzervativních katolíků papež sklidil za tuto návštěvu kritiku, neboť se snažil o mezináboženský dialog ve světě náboženské války.

### XIX. Portugalsko (12.–13. května)
V dubnu 2015 papež přijal pozvání do Fátimy k příležitosti stého výročí zjevení Panny Marie. Podle původního plánu měla cesta trvat od 11. do 14. května a papež měl kromě Fátimy navštívit také Lisabon a Bragu, a tam svatořečit Bartoloměje z Bragy. V listopadu 2016 ale Vatikán upřesnil, že cesta bude pouze dvoudenní a zahrnovat pouze Fátimu. Po setkání s prezidentem Marcelem Sousou se papež přesunul k samotnému místu zjevení. 13. května svatořečil Jacintu a Francisca Martovi, dvě ze tří dětí, které byly svědky zjevení Panny Marie.

### XX. Kolumbie (6.–11. září)
V hlavním městě Bogotě se setkal se zástupci biskupských konferencí Latinské Ameriky a v parku Simona Bolívara odsloužil mši svatou. Dále navštívil Villavicencio, Medellín a Cartagenu.

### XXI. Myanmar a Bangladéš (26. listopadu – 2. prosince)
V hlavním městě Myanmaru Neipyijto se papež František setkal se zástupci vlády i státní poradkyní Aun Schan Su Ťij. V Rangúnu se setkal se zástupci dominantního buddhistického náboženství a odsloužil mši svatou pro mladé v katedrále Panny Marie. Také v bangladéšském hlavním městě Dháce se sešel s představitele státu, místních náboženství, biskupy, řeholníky a mládeží. Při mši svaté vysvětil místní novokněze. Důležitým bodem cesty bylo pro papeže setkání se zástupci kmene Rohingů, kteří jsou systematicky vyháněni z Barmy a v Bangladéši přijímáni jako uprchlíci.

## 2018

### XXII. Chile, Peru (15.–21. ledna)

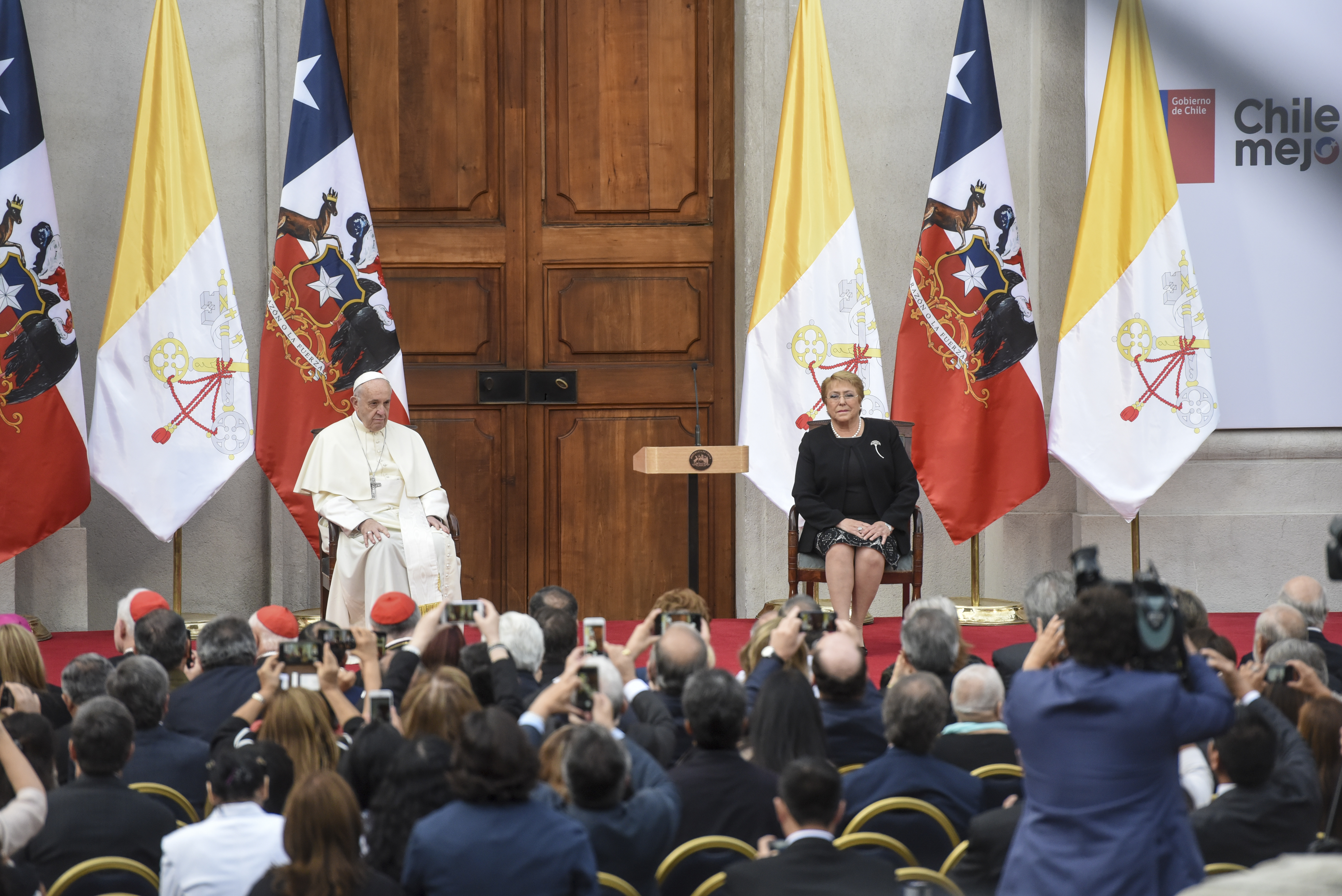
Papež František v sídle prezidenta Chile

Důležitou téma apoštolské cesty je potřeba jednoty církve, díky níž se stává více věrohodnou. Svatý otec přiletěl do hlavního města Chile, Santiaga v pondělí 15. ledna večer. Na druhý den se setkal s představiteli státu, reprezentanty občanské společnosti a diplomatického sboru. V pátek dopoledne, se Svatý otec setkal v krytém oválu stadionu s národy Amazonie a součástí jeho programu byl i společný oběd a návštěva dětského azylového domu Hogar Principito pro sirotky a zachráněné oběti násilí.

### XXIII. Švýcarsko (21. června)
V únoru 2018 papež projevil zájem zúčastnit se jednání Světové rady církví (SRC) v Ženevě ve Švýcarsku, jejíž katolická církev není členem. Chce zde diskutovat o možnostech pro mír v Sýrii. Následně přijal oficiální pozvánku jak od SRC, tak od švýcarské vlády.

### XXIV. Irsko (25.–26. srpna)
V květnu 2016 papež František oznámil, že se roku 2018 zúčastní Světového setkání rodin, pro které osobně vybral za město konání Dublin v Irsku.
Do Irska přiletěl dne 25. srpna, kde ho na letišti přivítal arcibiskup či ministr zahraničí Simon Coveney. Poté měl projev na Dublinském zámku, kde ocenil 20 let míru mezi irskými republikány a Spojeným královstvím. Také se omluvil za sexuální zneužívání kněžími v Irsku. První den zakončil na festivalu rodin s účastí za odhadu přes osmdesáti tisíci lidmi. Druhý den, dne 26. srpna, přiletěl do hrabství Mayo, kde navštívil poutní místo Knock Shrine. Poté odletěl na mši do Dublinu a následně odletěl.

### XXV. Litva, Lotyšsko, Estonsko (22.–25. září)
Papež dorazil do hlavního města Litvy, Vilniusu, dne 22. září, kde jej přivítala prezidentka Dalia Grybauskaité a další politici. Ve městě dále navštívil kostel Nejsvětější trojice, ve které uspořádal bohoslužbu. Následujícího dne navštívil druhé největší litevské město Kaunas. Při projevu v parku, za účasti asi 100 tisíc lidí, vzdal hold Židům, kteří byli za 2. světové války utlačováni.
Dne 25. září přiletěl do lotyšského hlavního města Rigy. Po příletu odcestoval do prezidentského paláce, kde se setkal s prezidentem Raimondsem Vejonisem. K výročí 100 let nezávislosti Lotyšska umístil k památníku nezávislosti květiny. Dále uspořádal bohoslužbu pro katolíky, kteří přežili nacistickou a sovětskou okupací.
Dne 25. září papež zakončil svou čtyřdenní návštěvu pobaltských států v Estonsku. V hlavním městě Tallinnu se setkal s prezidentskou Kersti Kaljulaidovou. Před odletem uspořádal mši, které se účastnilo kolem deseti tisíc lidí.

## 2019

### XXVI. Panama (22.–27. ledna)
První zahraniční apoštolskou cestou papeže Františka bude účast na 34. SDM v Panamě ve dnech 23.–28. ledna s tématem "Hle služebnice Páně, ať se stane tvého slova".

### XXVII. Spojené arabské emiráty (3.–5. února)
Jen týden po návratu ze Střední Ameriky se Svatý otec opět vydá do světa, tentokrát do Spojených arabských emirátů. Půjde o vůbec první návštěvu papeže v této zemi. Mottem cesty je výraz svatého Františka: "Udělej mě nástrojem tvého klidu", přičemž hlavním motivem cesty je mezináboženské setkání v Abú Zabí. Rok 2019 byl státními autoritami Spojených arabských emirátů vyhlášen "Rok tolerance" s cílem šířit kulturu vzdálenou od fundamentalismu.

### XXVIII. Maroko (30.–31. března)
Koncem března se Svatý Otec vydal na apoštolskou cestu do další arabské země, tentokrát do Afriky. Maroko navštívil ve dnech 30. a 31. března – 33 let po historické návštěvě sv. Jana Pavla II. Dne 30. března 2019 papež František dorazil na mezinárodní letiště Rabat-Salé v marockém hlavním městě Rabatu, kde ho uvítal král Muhammad VI. Papež a marocký král poté uspořádali přehlídku, než dorazili do věžového komplexu Hassan, kde papež přednesl projev chválící úsilí Maroka o podporu islámu, který zavrhuje extremismus. Vyzval národ, aby i nadále nabízel migrantům přivítání a ochranu, a uvedl, že pro všechny věřící je „zásadní“ postavit se proti náboženskému fanatismu a extremismu solidárně, a popsal náboženský extremismus jako „přestupek proti náboženství a proti samotnému Bohu“. Papež také navštívil Mauzoleum Mohammeda V., připomněl svou návštěvu podpisem „knihy cti“ mauzolea a modlil se za lepší „bratrství a solidaritu“ mezi křesťany a muslimy nad hrobkami krále Mohammeda V. Před setkáním s Muhammadem VI., který vyzval k lepšímu dialogu a vzdělání v celé náboženské komunitě na světě a jeho rozšířené rodině. Dne 31. března navštívil papež František centrum sociální péče v Temaře, které vedou tři jeptišky, které jsou členy Dcér charity svatého Vincenta de Paul. Papež také uspořádal mši v rabatské katedrále svatého Petra. Mše byla přítomna v malé marocké křesťanské komunitě, včetně těch z nízkého počtu kněží a sester v zemi. Papež uzavřel svoji návštěvu Maroka po přednesení mše na rabatském stadionu prince Moulay Abdellaha před rekordním davem 10 000 lidí, většinou migrantů ze zemí subsaharské Afriky.

### XXIX. Bulharsko a Severní Makedonie (5.–7. května)
Dne 5. května 2019 přiletěl papež František do Bulharska, kde ho přivítal bulharský arcibiskup a diplomat Anselmo Guido Pecorari a bulharský předseda vlády Bojko Borisov. Papež František na mši na sofijském náměstí prince Alexandra I. promluvil k tisícům lidem a povzbudil Bulharsko, aby více přijímalo migranty.6. května přijel papež do Rakovského. Po svém příjezdu papež uspořádal své první přijímání během své návštěvy Bulharska v městském kostele Nejsvětějšího srdce Páně. Zúčastnilo se ho přibližně 10 700 obyvatel města.
Dne 7. května papež František odcestoval do Skopje, hlavního města Severní Makedonie. Krátce po příjezdu navštívil papež pamětní dům Matky Terezy ve Skopje. Během návštěvy se papež modlil před relikviemi kaple, aby Terezino dědictví žilo, a pozdravil řadu chudých lidí, kterým pomohla její organizace Misionáři charity.

### XXX. Rumunsko (31. května – 2. června)
Dne 31. května 2019 papež přiletěl do Rumunska na letiště Henri Coandă v hlavním městě země, Bukurešti, kde ho přivítal prezident země, Klaus Iohannis, jeho manželka Carmen Iohannis a skupina katolických učitelů a dětí. Poté byl papež veden hlavním městem, kde davy lemovaly ulice, aby ho mohli spatřit. V prezidentském paláci se setkal s premiérkou Viorica Dăncilă a náboženskými vůdci země, kde navrhl, že podpora chudých a dalších znevýhodněných Rumunů je klíčem k úspěchu v Rumunsku. 1. června sloužil papež mši v mariánské svatyni Șumuleu Ciuc v historické oblasti Sedmihradska, kde, zatímco výrazně pršelo, ho poslouchal odhadovaný dav 80 000 až 100 000 lidí.

### XXXI. Mosambik, Madagaskar a Mauricius (4.–10. září)
Dne 4. září 2019 papež František přiletěl do hlavního města Mosambiku, Maputa, asi v 18:00 místního času. Je prvním papežem, který navštívil Mosambik od Jana Pavla II. v roce 1988. Po příletu na letiště byl papež přivítán prezidentem Filipem Nyusim, dvěma dětmi nabízejícími květiny a tanečníky. Obrovské davy také lemovaly ulice, když byl papež veden na místo, kde zůstal během své návštěvy Mosambiku. Dne 5. září odcestoval papež František do prezidentského paláce, kde se setkal s prezidentem Nyusim a vůdcem opozice, Ossufo Momade, a přednesl projev, v němž ocenil jejich nedávnou mírovou dohodu, a vyzval je, aby také zachovali svůj „mír a usmíření“. Rovněž vyjádřil solidaritu lidem, kteří byli zasaženi cyklony Idai a Kenneth, a naléhal na odpor proti vyčerpání zdrojů a vzdání se zahraničních zájmů poškozením životního prostředí. Ve svém druhém angažmá v Mosambiku cestoval papež do katedrály Neposkvrněného početí Panny Marie, kde se setkal s biskupy, kněžími, seminaristy, katechisty a náboženskými muži i ženami, a přednesl řeč, v níž je vyzval k uznání krize v zemi týkající se nemoci AIDS, osiřelých dětí, babiček pečujících o mnoho vnoučat nebo o mladé lidi, které přišly do města a jsou zoufalé, protože nemohou najít práci a citoval pasáže v Bibli jako důvod pro boj proti těmto problémům. Poté uspořádal mezináboženské shromáždění, v pavilonu Maxaquene, kterého se zúčastnilo velké množství mladých lidí. Papež také řekl lidem, že jsou důležití, protože nejenže jsou budoucností Mosambiku, církve a lidstva, ale také současnosti. Dne 6. září navštívil papež František nemocnici Zimpeto a vyzval k další pomoci v boji proti krizi nemoci AIDS v Mosambiku. Papež svou návštěvu Mosambiku uzavřel mší před odhadovanou kapacitou davu 42 000 lidí na stadionu Zimpeto. Během této mše František, který hovořil v chladném dešti, odsoudil politické a obchodní vůdce v zemi, kteří dali na tlak zvenčí, obviňovali je z korupce v zemi, a dále uvedl, že Mosambik má právo na mír.
Po mši odletěl papež František na Madagaskar, kde přistál v 16:00 místního času na letišti v hlavním městě Antananarivu, kde ho na letišti přivítal madagaskarský prezident Andry Rajoelina, jeho manželka a oficiální delegace biskupů. Dvě děti v tradičních šatech mu nabídly květiny a slavnostního přivítání na letišti se zúčastnil i dav 300 věrných katolíků. Papež byl poté převezen do apoštolské nunciatury národa, kde byl uvítán sborem, který na jeho počest zpíval místní hymnu. Papež, který zůstal na nunciatuře během jeho návštěvy na Madagaskaru, byl uvítán i dalšími přítomnými lidmi. Dne 7. září se papež František setkal s prezidentem Rajoelinou a dalšími politickými vůdci v prezidentském paláci Iavoloha, povzbuzoval je, aby více chránili ekosystém Madagaskaru a bojovali proti korupci a chudobě. Prezident poté vedl papeže do slavnostní budovy, aby oslovil madagaskarské civilní úřady, diplomatické sbory a náboženské vůdce. V neděli, 8. září, sloužil mši, které se zúčastnilo přes milion věřících.
Dne 9. září papež krátce opustil Madagaskar po přistání na mezinárodním letišti v Port Louis na Mauriciu, kde ho přivítal předseda vlády Pravind Kumar Jugnauth, kardinál Maurice Piat a dvě děti nabízející květiny. Po slavnostním přivítání papež František odcestoval do Památníku Marie, královny míru, kde ho uvítali mávající palmové větve nesené mnoha z téměř 80 000 přítomných lidí. Během mše papež uznal důležitost poskytování štěstí mladým lidem, popsal Blahoslavenství jako „křesťanský průkaz totožnosti“ a oslavoval svátek Blahoslaveného Jacquese-Désirého Lavala. Na konci slavnosti kardinál Piat oznámil, že biskupové požádali o výsadbu 100 tisíc stromů na památku této návštěvy. František pak večeřel v biskupství v Port Louis s 5 biskupy CEDOI (Biskupská konference v Indickém oceánu). Papež pak odletěl z Mauricia a odletěl zpět na Madagaskar.

10. září letadlo Air Madagascar, Airbus, dopravilo papeže Františka z mezinárodního letiště Antananarivo zpět do Říma. Před jeho odletem byl na letišti madagaskarský prezident, další politické autority, národní biskupové a dav věřících, aby se zúčastnili rozloučení a čestná stráž mu dala poslední pozdrav. Papežův odletový let je tradičně vždy italskou národní leteckou společností Alitalia, zatímco národní letecká společnost země, kterou opouští, jej přivede zpět domů.

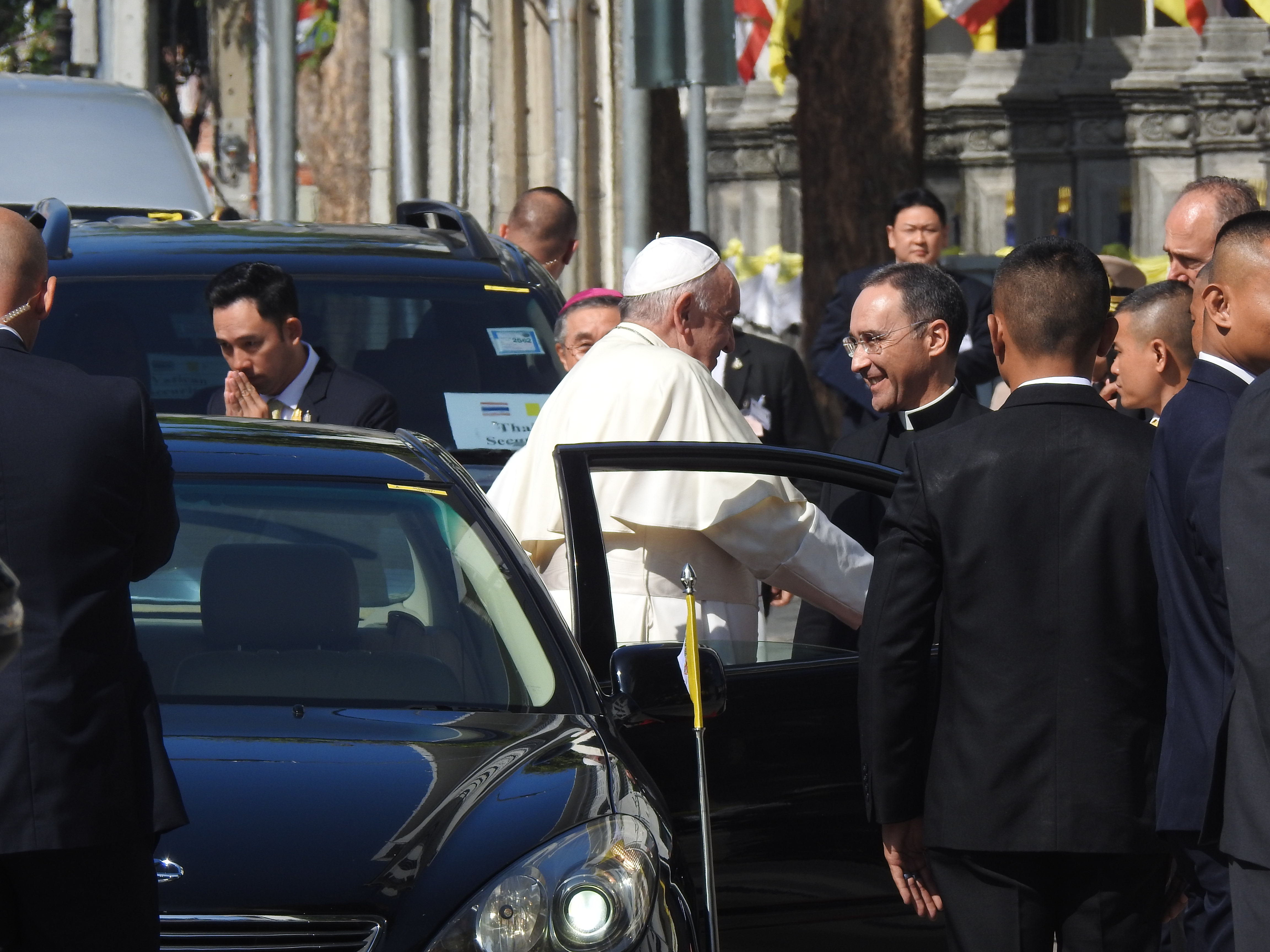
Papež František v Thajsku

### XXXII. Thajsko a Japonsko (20.–26. listopadu)
Do Thajska přiletěl dne 20. listopadu navštívil na letiště v hlavním městě Bangkoku. Dne 21. listopadu navštívil vládní palác, kde se setkal s předsedou vlády a dalšími politiky. V 18. hodin místního času uspořádal bohoslužbu na stadionu, které se účastnilo kolem 60 tisíc lidí.
Předseda vlády Šinzó Abe pozval papeže Františka na návštěvu Japonska, když se setkali 6. června 2013, a papež vyjádřil ochotu tuto zemi navštívit. V Japonsku navštívil Tokio, Nagasaki a Hirošimu. Do Japonska přiletěl dne 23. listopadu, na letišti jej přivítal místopředseda vlády a biskupové. Druhý den návštěvy odcestoval do Nagasaki. Vyjádřil zde také nesouhlas jak s jadernými zbraněmi, tak s jadernou energií, přičemž v jednom okamžiku uvedl, že „bude třeba učinit důležitá rozhodnutí o využívání přírodních zdrojů a zejména budoucích zdrojů energie“ a že „náš věk je v pokušení učinit technologický pokrok měřítkem lidského pokroku“.

## 2021

### XXXIII. Irák (5.–8. března)
Dne 5. března přiletěl do Bagdádu, hlavního města Iráku, a stal se tak prvním papežem, který tuto zemi navštívil. Svůj pobyt v Iráku zahájil na oficiální ceremonii s prezidentem země Barhamem Sálihem a dalšími politiky, které vyzval, aby si Irák cenil náboženských menšin a chránil je. Druhý den papež odcestoval do Nadžafu, jednoho z nejvýznamnějších šíitských měst, v němž se setkal s duchovním vůdcem Alím Sistáním. Poté zamířil do města Ur, v němž promlouval k místním a následně se s nimi modlil. Třetího dne ráno papež odletěl do Irbílu, hlavního města autonomního Iráckého Kurdistánu, kde se setkal s kurdským prezidentem, premiérem a dalšími místními politiky. Poté odletěl do Mosulu. Na náměstí zde dopoledne vedl modlitbu za válečné oběti a poté zde na znamení míru vypustil bílou holubici. Z Mosulu odcestoval do Karakoše, obývaného především křesťany, kde se v kostele Neposkvrněného početí Panny Marie setkal s místními křesťany. Návštěvu v Kurdistánu ukončil mší v italštině, arabštině a kurdštině na stadionu v Irbílu. Poslední den ještě sloužil poslední mši v Bagdádu. Poté odjel na letiště, kde se rozloučil s iráckým prezidentem a následně odletěl.

### XXXIV. Maďarsko a Slovensko (12.–15. září)
Cesta započala dne 12. září 2021, kdy přiletěl do hlavního města Maďarska – Budapešti. V Budapešti se setkal s premiérem Viktorem Orbánem, prezidentem Jánosem Áderem, biskupy a také zástupci židovských komunit. Na Náměstí hrdinů papež celebroval mši na závěr mezinárodního eucharistického kongresu. Po skončení mše se papež přesunul na letiště a odletěl do Bratislavy.
V odpoledních hodinách dne 13. září přiletěl do Bratislavy, čímž započala jeho čtyřdenní návštěva Slovenska. Na letišti jej přivítala prezidentka Zuzana Čaputová, premiér Eduard Heger a bratislavský arcibiskup Stanislav Zvolenský a také spousta věřících. Oficiální program započal setkáním s prezidentkou a její rodinou v Prezidentském paláci. Setkal se také se slovenskými biskupy v Katedrále svatého Martina v Bratislavě, na ekumenickém setkání pak s představiteli ostatních křesťanských církví. U památníku holokaustu se sešel se zástupci židovských komunit. V další den papež navštívil východ Slovenska, kde v Prešově celebroval řeckokatolickou svatou liturgii a následně jeho program pokračoval v Košicích kde se na romském sídlišti Luník IX. setkal s romskou menšinou na Slovensku. Závěr dne ukončil setkáním s mládeží na košickém fotbalovém stadionu. V poslední den návštěvy papež slavil slavnostní mši v Šaštíně u příležitosti svátku Sedmibolestné Panny Marie - patronky Slovenska. Po mši se papež přesunul na letiště v Bratislavě kde se s ním rozloučila prezidentka a odletěl zpět do Itálie čímž ukončil svou apoštolskou cestu.

### XXXV. Kypr a Řecko (2.–3. prosince)
Papež František nejprve navštívil kyperskou Larnaku, kde se ve čtvrtek 2. prosince nejprve setkal se zasvěcenými osobami a potom s prezidentem republiky a veřejnými představiteli. Následující den se v Nikósii sešel se zástupci pravoslavné církve, odsloužil mši svatou na stadionu GSP a poté se ve farním kostele Svatého Kříže setkal s migranty.
V sobotu 4. prosince se letecky přesunul do Řecka. V prezidentském paláci v Athénách jej přijali řecká prezidentka a premiér a představitelé veřejné moci. Den zakončila setkání s představiteli pravoslavné církve, zasvěcenými osobami římskokatolické církve a členy jezuitského řádu. Těžištěm cesty byla nedělní návštěva ostrova Lesbos věnovaná setkání s migranty. Poslední den cesty, v pondělí 6. prosince, se v Athénách setkal se zástupci parlamentu a s mládeží.

## 2022

### XXXVI. Malta (2.–3. dubna)
V sobotu 2. dubna přistál papež František na Maltě. V paláci v La Valletě jej přijali maltský prezident a premiér a pronesl proslov k představitelům veřejné moci a diplomatům. Na katamaranu přeplul na sousední ostrov Gozo, kde se zúčastnil modlitebního shromáždění v bazilice Ta' Pinu.
Nedělní ráno zahájilo soukromé setkání s jezuity, po němž následovala návštěva jeskyně sv. Pavla v Rabatu a mše svatá ve Florianě. Před odletem se papež setkal s migranty.

### XXXVII. Kanada (24.–30. července)
Svatý otec přistál v neděli 24. července v Edmontonu a v pondělí 25. července se v Maskwacis setkal se zástupci kmenů původních obyvatel Kanady. V úterý 26. července sloužil mši svatou na stadionu v Edmontonu a odpoledne se připojil k bohoslužbě slova na poutním místě Lac Ste Anne.
Druhá část návštěvy se odehrávala v Québecu, kde papeže Františka přijali oficiální kanadští představitelé. Ve čtvrtek 28. července sloužil mši svatou v národní svatyni sv. Anny de Beaupré a v podvečer se pomodlil nešpory se zasvěcenými osobami v katedrále Notre Dame. V pátek 29. července se před odletem ještě soukromě setkal se členy jezuitského řádu.
Třetí a závěrečná část návštěvy připadla na město Iqualuit v provincii Nunavut, kde se při návratu do Říma papež setkal s bývalými studenty internátních škol, které sloužily k převýchově původních obyvatel.

### XXXVIII. Kazachstán (13.–15. září)
Hlavním cílem návštěvy Kazachstánu byla papežova účast na 7. kongresu představitelů světových a tradičních náboženství v Nur Sultanu. Kromě setkání s představiteli nejrůznějších náboženství byl v úterý 13. září papež František po příletu přijat prezidentem republiky a promluvil k představitelům veřejné moci.
Ve středu po mnoha kongresových setkáních a rozhovorech sloužil mši svatou v prostorách výstavního areálu pro místní katolickou komunitu. Ve čtvrtek 15. září ráno se soukromě setkal se členy jezuitského řádu a potom v katedrále Matky Boží Ustavičné pomoci s biskupy, kněžími, zasvěcenými osobami, seminaristy a pastoračními pracovníky. Před odletem se zúčastnil čtení finálního znění deklarace a ukončení kongresu.

### XXXIX. Bahrajn (3.–6. listopadu)
Svatý otec se zúčastnil Fóra dialogu mezi východem a západem pro lidské spolužití. Po příletu do Bahrajnu se setkal s králem Hamadem bin Ísá bin Salmánem Ál Chalífou a představiteli veřejné moci a diplomatických sborů. V pátek vystoupil na ukončení fóra a sešel se s vrchním imámem univerzity Al-Azhar a členy muslimské rady starších. Ve večerních hodinách se zúčastnil ekumenického setkání a modlitby za mír.
Sobota 5. listopadu byla věnována katolickým věřícím, papež sloužil mši svatou na bahrajnském národním stadionu a ve škole Nejsvětějšího Srdce se sešel s mládeží. V neděli se před odletem setkal s biskupy, kněžími a pastoračními pracovníky v katedrále Nejsvětějšího Srdce v Manámě.

## 2023

### XL. Demokratická republika Kongo a Jižní Súdán (31. ledna – 5. února)
Návštěva dvou afrických zemí byla zahájena v Kinshase v Demokratické republice Kongo v úterý 31. ledna 2023. V Paláci národů se setkal s prezidentem republiky a představiteli veřejného života. Ve středu sloužil papež František mši svatou na letišti Ndolo, setkal se s oběťmi násilí a zástupci charitativních organizací. Čtvrtek věnoval setkáním s mládeží, kněžími a zasvěcenými osobami a zakončil jej soukromou schůzkou se členy jezuitského řádu. Před odletem z Kinshasy ve čtvrtek 3. února se ještě ráno setkal s místními biskupy.
Po příletu do Jižního Súdánu na dlouho plánovanou a očekávanou návštěvu se papež setkal s prezidentem a viceprezidenty země a představiteli veřejné moci a diplomatických sborů. V sobotu 4. února se setkal s biskupy, kněžími a zasvěcenými osobami, soukromě se sešel se členy jezuitského řádu a potom se zúčastnil setkání s vnitřně vysídlenými uprchlíky a zakončil ekumenickým modlitebním shromážděním. Celá cesta byla výjimečná svým ekumenickým charakterem, protože se jí účastnili také arcibiskup z Canterbury Justin Welby a moderátor Skotské církve Iain Greenshields. V neděli 5. února ji zakončila mše svatá v mauzoleu Johna Garanga.

### XLI. Maďarsko (28.–30. dubna)
V pátek 28. dubna přiletěl papež František na přislíbenou oficiální návštěvu Maďarska. Po příletu se setkal s prezidentkou, premiérem a zástupci veřejné moci a diplomatických sborů. Večer se v katedrále sv. Štěpána setkal s biskupy, kněžími a zasvěcenými osobami. Sobotní dopoledne bylo věnováno setkáním s dětmi v institutu blahoslaveného Ladislava Batthyány-Strattmanna, s chudými a uprchlíky v kostele sv. Alžběty a s věřícími řeckokatolické církve. Po odpoledním setkání s mládeží se soukromě sešel se členy jezuitského řádu. Návštěvu završila nedělní mše svatá a setkání s představiteli akademické obce.

### XLII. Portugalsko (2.–6. srpna)
Cesta do Lisabonu a Fatimy se uskutečnila při příležitosti 37. světového dne mládeže. Ve středu 2. srpna byl papež po příletu uvítán portugalským prezidentem před národním palácem v Belému a poté se v nedalekém kulturním centru setkal s veřejnými představiteli a diplomaty. Večerních nešpor v klášteře jeronymitů se zúčastnili biskupové, kněží a zasvěcené osoby. Čtvrteční dopolední program byl věnován studentům katolické univerzity a mladým z institutu Scholas Occurentes. Odpoledne přivítali svatého otce účastníci dní mládeže v parku Eduarda VII. V pátek dopoledne nejprve vyzpovídal několik mladých poutníků a potom se setkal se zástupci místních charitativních organizací. Odpolední křížová cesta v parku Eduarda VII. byla opět součástí programu dní mládeže. V sobotu dopoledne odletěl papež František vrtulníkem do Fatimy, kde se zúčastnil modlitby růžence s nemocnými. Odpoledne se tradičně soukromě setkal s mítními jezuity a večer vedl vigilii s mladými poutníky v parku Tejo. Na stejném místě se konala také nedělní mše svatá. Na závěr světového dne mládeže se papež před odletem setkal s dobrovolníky v Algés.

### XLIII. Mongolsko (31. srpna – 4. září)
Další z cest papeže Františka k malým komunitám na periferiích vedla do Mongolska. V Ulánbátaru jej přijal prezident země a premiérka, promluvil zde také k civilním autoritám. V sobotu 2. září se v podvečer setkal v katedrále svatých Petra a Pavla se zasvěcenými osobami, v neděli 3. září se zúčastnil ekumenického a mezináboženského dialogu a odpoledne sloužil mši svatou pro místní věřící. Návštěvu zakončila v pondělí 3. září návštěva v charitním Domově milosrdenství.

### XLIV. Francie (22.–23. září)
Cesta, která na přání papeže Františka nebyla považována za oficiální státní návštěvu, mířila na ukončení Středomořského setkání v jihofrancouzském Marseille. Svatý otec jí chtěl již poněkolikáté zdůraznit svou blízkost s uprchlíky, kteří mnohdy zahynou na plavbách přes Středozemní moře. Po oficiálním přivítání na letišti se papež přesunul na modlitbu mariánských nešpor v bazilice Panny Marie Pomocnice, po nichž se připojil k tiché modlitbě se zástupci dalších církví a náboženství za oběti moří z řad migrantů a námořníků. V sobotu 23. září navštívil ráno sociálně slabé, poté se zúčastnil závěrečného zasedání Středomořského setkání, setkal se s prezidentem republiky a sloužil mši svatou na stadionu Vélodrome. Večer odletěl zpět do Říma.

## 2024

### XLV. Indonésie, Papua Nová Guinea, Východní Timor a Singapur (2.–13. září)
Svatý otec odletěl na tuto apoštolskou cestu 2. září z Říma a 3. září přistál v Indonéské Jakartě. Oficiální program byl zahájen až ve středu 4. září v prezidentském paláci setkáním s představiteli státu. Dopoledne se na apoštolské nunciatuře soukromě setkal s členy jezuitského řádu a odpoledne s biskupy a zasvěcenými osobami. Večer následovala návštěva mladých z programu Scholas Occurrentes. Ve čtvrtek 5. září papež pozdravil zástupce jiných náboženství, setkal se s klienty a pracovníky charitativních organizací a večer sloužil mši svatou na stadionu Gelora Bung Karno.
V pátek 6. září odletěl s Indonésie do Port Moresby v Papuy Nové Guinei. V sobotu 7. září se zde dopoledne setkal s generálním guvernérem a představiteli státu. Odpoledne navštívil charitativní centrum a školu pro děti a pomodlil se s biskupy a zasvěcenými osobami v kostele Panny Marie Pomocnice křesťanů. V neděli 8. září sloužil mši svatou na stadionu Sira Johna Guise, po níž odletěl na návštěvu diecéze Vanimo.
V pondělí 8. září odletěl do Dili, hlavního města Východního Timoru, kde se večer setkal s prezidentem republiky a představiteli veřejného života. V úterý 10. září následovala setkání s postiženými dětmi, zasvěcenými osobami, členy jezuitského řádu a mše svatá na náměstí Taci Tolu. Ve středu 11. září se s Východním Timorem rozloučil setkáním s mládeží a odletěl do Singapuru.
Zde se soukromě sešel se členy jezuitského řádu a ve čtvrtek 12. září pokračoval oficiálním setkáním s představiteli státu a veřejného života. Večer sloužil mši svatou na singapurském národním stadionu. V pátek 13. září navštívil nemocné a staré osoby a při mezináboženském setkání se sešel s mladými lidmi.

### XLVI. Lucembursko a Belgie (26.–29. září)
Ve středu 26. září se papež František v Lucemburku setkal s velkovévodou lucemburským a představiteli veřejného života a v katedrále Panny Marie s místními katolíky. Večer odletěl do Belgie.
Pátek 27. září byl věnován představitelům veřejného života a akademické obci. V sobotu 28. září navštívil farnost Saint Gilles, setkal se s biskupy a zasvěcenými osobami, mládeží a soukromě s členy jezuitského řádu. V neděli 29. září sloužil mši svatou na stadionu Krále Baudouina.

### XLVII. Francie (Korsika) (15. prosince)

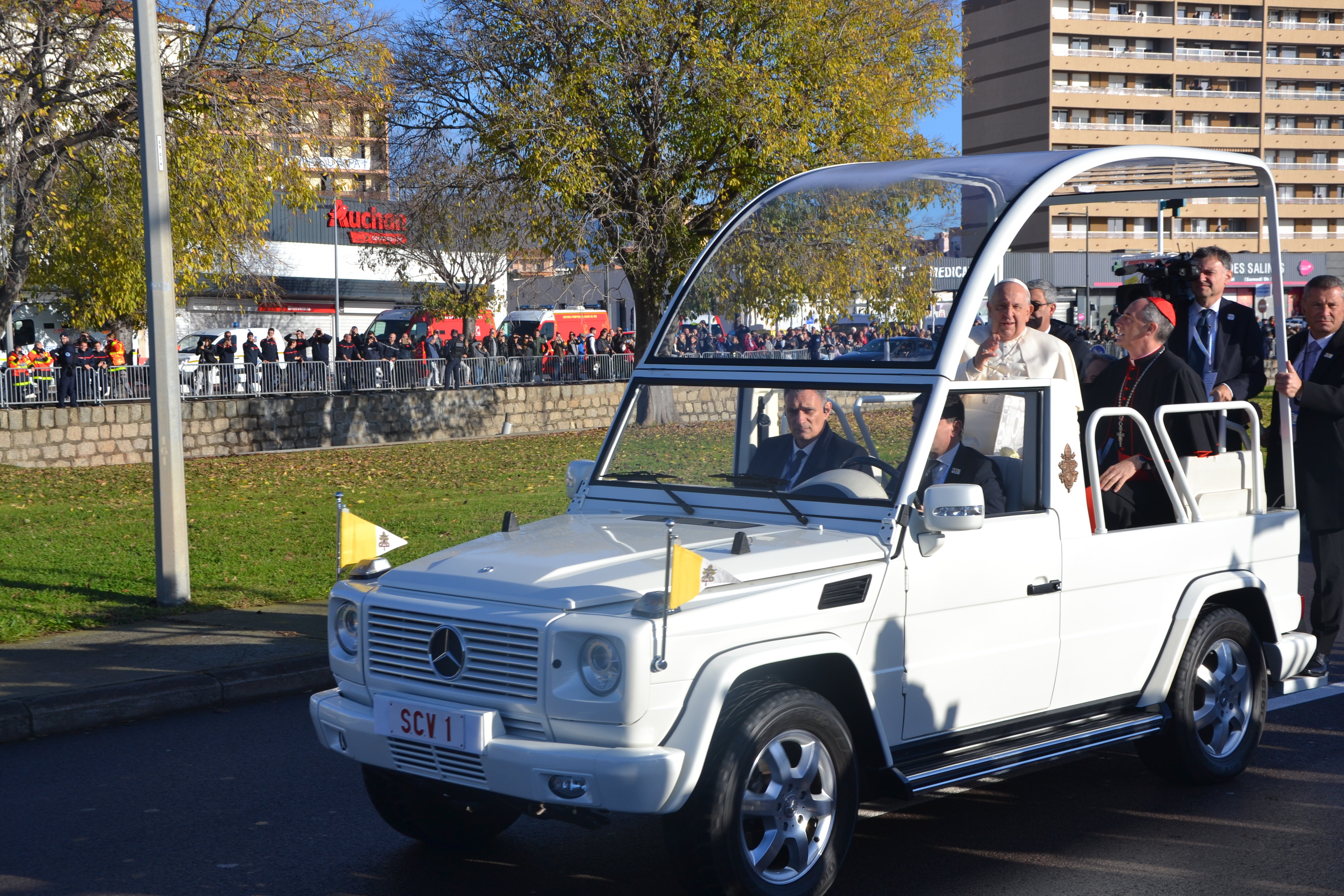
Papež František v Korsika

Poslední apoštolská cesta papeže Františka mimo Itálii vedla na Korsiku. Zde ukončil kongres věnovaný religiozitě ve Středomoří, setkal se s biskupy a zasvěcenými osobami a sloužil mši svatou.